# برونو مارتيني (ترامبوليني)
برونو مارتيني (بالبرتغالية: Bruno Martini‏) هو ترامبوليني ‏ برازيلي، ولد في 18 أبريل 1987 في بارا مانسا في البرازيل.